# Furry fandom

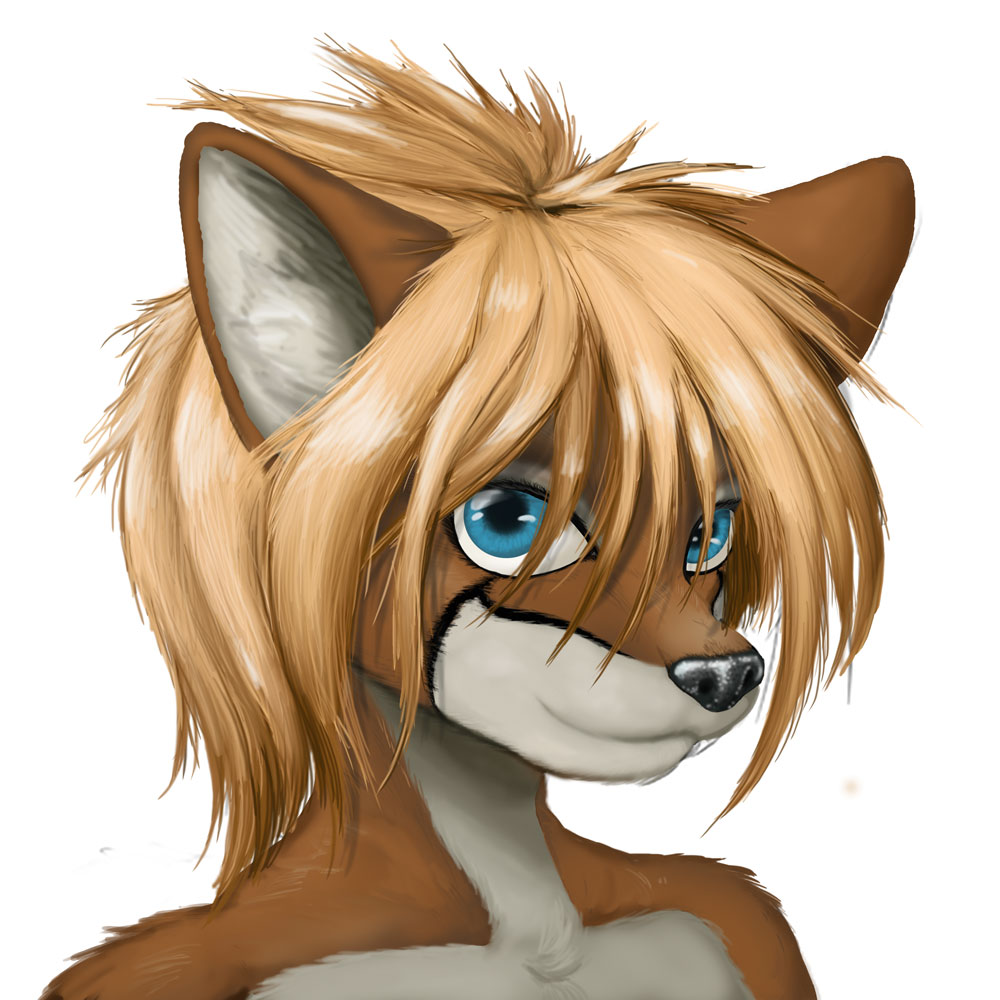
Uma raposa antropomórfica, um típico personagem furry.

A furry fandom é uma subcultura interessada em personagens animais ficcionais que apresentam características antropomórficas, assim tendo personalidade e características humanas. Alguns exemplos de características antropomórficas é a atribuição de inteligência, expressões faciais personificadas, habilidades de fala, andar com duas pernas e vestir-se. O termo furry fandom também é usado para se referir à comunidade de pessoas que se reúne em torno dessa cultura. Um participante desse grupo é chamado de furry.
No fandom são exercidas atividades culturais que utilizam o conceito de personagens animais antropomórficos, podendo ser de qualquer gênero, como literárias, visuais e artesanatos. Qualquer trabalho em qualquer campo da arte pode ser incluída ao fandom, se contiver personagens animais com características humanas. Além dessas atividades, os furries se reúnem em convenções, muitas vezes nacionais ou globais.
Personagens antropomórficos são frequentemente vistos em quadrinhos, desenhos animados, novelas alegóricas e jogos de computador. Normalmente é mais presente em gêneros infantis, ficção científica ou fantasia.
Desde a década de 1980, o termo furry passou a significar personagens antropomórficos. Na maioria dos casos, são antropomorfizados mamíferos, enquanto é menos frequente outros tipos de espécies ou seres fictícios.

## História

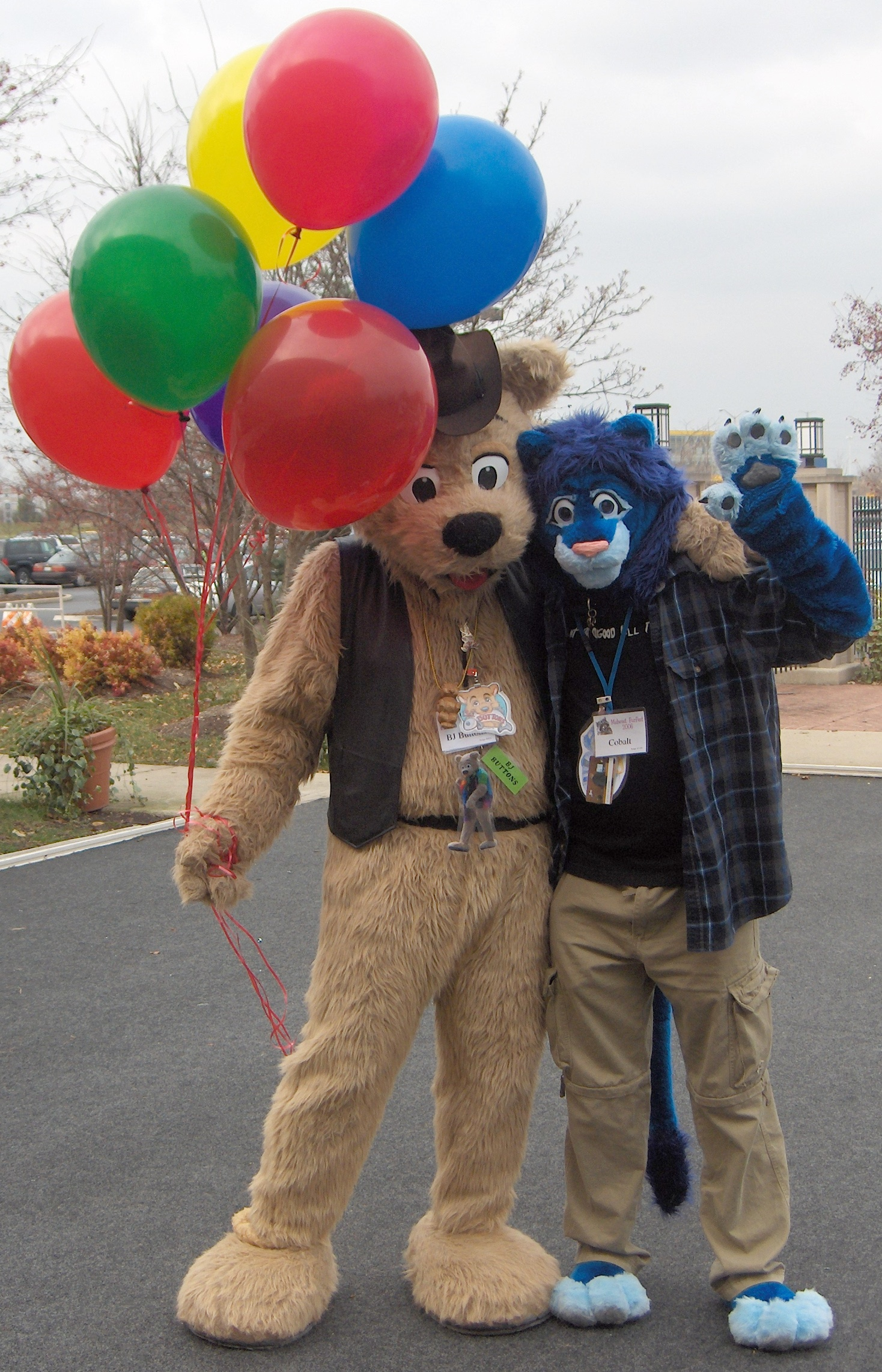
Alguns furries criam e vestem fantasias, conhecidas como fursuit, do personagem que deseja representar.

De acordo com o historiador de fandoms Fred Patten, o conceito chamado furry foi originado em 1980 numa convenção de ficção científica, quando personagens desenhados por Steve Gallacci na história em quadrinhos Albedo Anthropomorphics iniciou a discussão a respeito de personagens antropomórficos na ficção científica.
O termo específico furry para se especificar ao gênero foi criado através de fanzines no começo de 1983, enquanto o nome foi padronizado para por volta de 1990, quando foi definido como "a apreciação e disseminação de artes ou prosas relacionada a 'furries', ou personagens ficcionais antropomórficos de mamíferos". Entretanto, alguns fãs consideram a origem do furry fandom muito mais antiga, com obras de ficção científica como Jungle Taitei lançada em 1950, a obra Watership Down de Richard Adams, publicada em 1972, e também o filme da Disney Robin Hood, sendo esses os exemplos mais citados. Para distinguir esses personagens de outros que são seriamente retratados, tais como a Lassie e Old Yeller, animais de desenhos animados são normalmente referidos como funny animals.
Durante a década de 1980, furries começaram a publicar fanzines e desenvolver grupos sociais que eventualmente passaram a agendar eventos. Em 1989, começou a haver um bom número de pessoas interessadas para iniciar a primeira convenção furry. Ao longo da década seguinte, a Internet tornou-se acessível para boa parte da população e tornou-se um meio popular para furries se socializarem.
No Brasil, por volta do ano 2000 o fandom tornou-se mais popular, sendo então criados dois sites especializados no assunto: um fórum, chamado FurryBrasil, e uma fanzine, chamada Fauna Urbana.

## Inspiração
Séries alegóricas, incluindo obras de ficção científica e fantasia, e desenhos animados com características antropomórficas são frequentemente citados como a inspiração inicial para o fandom. Um estudo conduzido em 2007 sugeriu que, quando comparado com um grupo controle não-furry, uma grande proporção de furries se autoidentificavam com desenhos animados, tal como crianças, e recorda de ter assistido com mais frequência, bem como desfrutar mais de obras de ficção científica do que as pessoas que estão fora da comunidade.

## Atividades

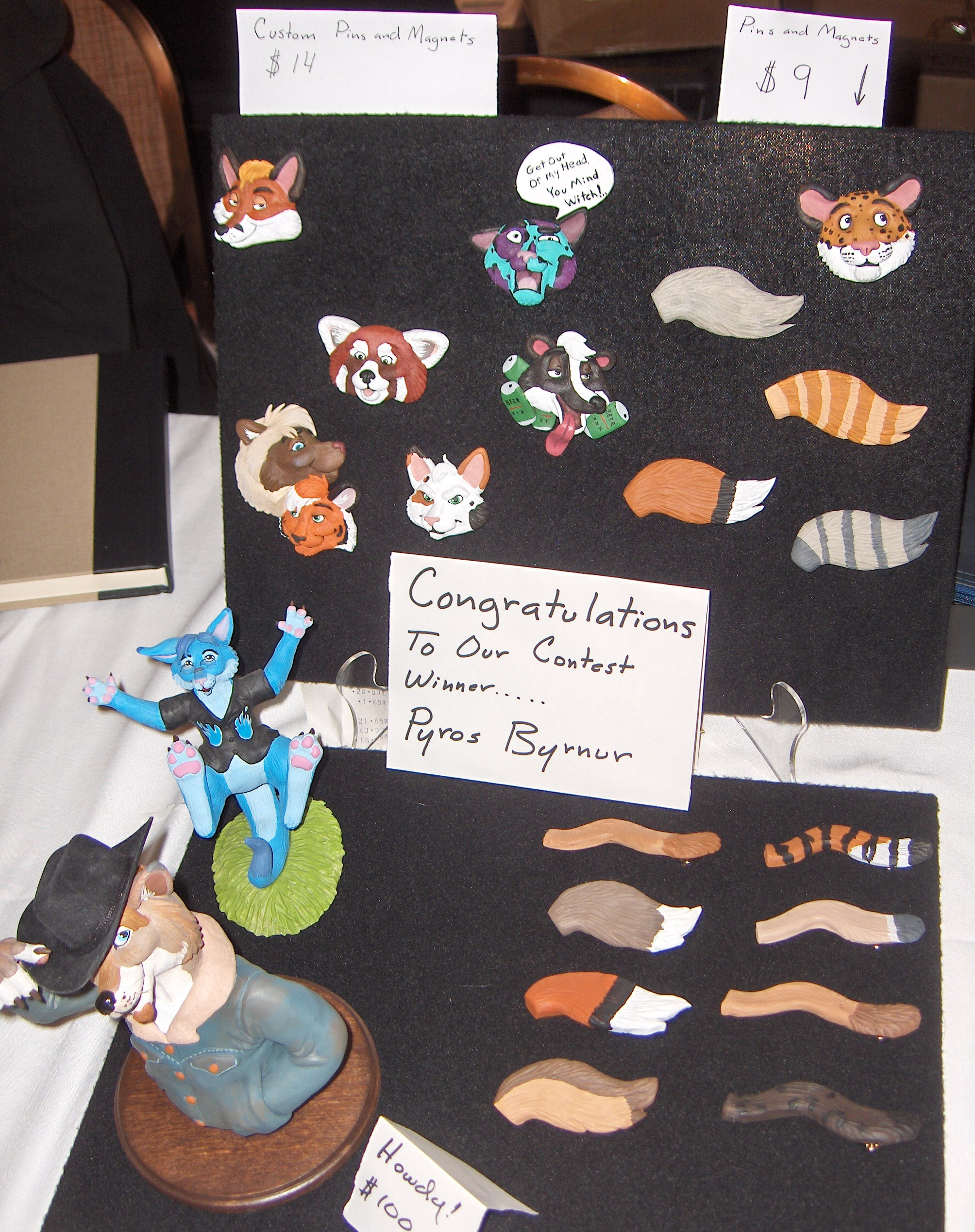
Peças criadas por Wicked Sairah para a convenção Further Confusion.

De acordo com pesquisas de 2008, muitos furries acreditam que artes visuais, convenções, literaturas e comunidades online são muito importantes para o fandom.

### Artesanatos
Fãs com habilidades artesanais criam bichos de pelúcia e também, de forma mais elaborada, trajes, chamados de fursuits, que são usados por diversos motivos, como diversão ou para participar de convenções. Fursuits vão desde simples peças soltas de uma fantasia, chamadas de halfsuit, até as mais elaboradas que cobrem todo o corpo e se assemelham com mascotes. O preço de uma fursuit varia entre $500, para semelhantes a um mascote, até $10.000 para os que incorporam características animatrônicas. Enquanto 80% dos furries não possuem uma fursuit completa, normalmente devido ao alto custo, a grande maioria tem uma opinião favorável às fursuiters e as convenções que participam.
Furries também buscam marionetes, gravação de vídeos e realização de shows como Rapid T. Rabbit and Friends e Funday PawPet Show, e a criação de acessórios furry, tais como orelhas e caudas.

### Fursona
Personagens antropomórficos criados pelos furries para representá-lo no fandom são conhecidos como fursonas.
Um furry pode ter vários personagens os quais usa para representar-se, porém a maioria dos furries foca-se apenas numa única fursona e nunca tiveram outra.
Em levantamentos, uma parte afirma que o seu fursona tem como finalidade principal a participação de role-playing jogados através de fóruns da internet, em lista de e-mails, ou em MUD. Role-playing também ocorrem em lugares offline, entre amigos em encontros, com cada um representando o próprio personagem.
Em oposição com os que afirmam que o fursona tem como finalidade principal os role-playing, uma parte diz que o fursona representa-o com uma visão um tanto idealizada bem como ajuda-o a experimentar algo novo. Isso sugere que fursonas podem desempenhar um papel importante como mecanismo de apoio, pois na medida em que passa tempo interpretando o personagem idealizado, pode passar a agir como ele, por exemplo, se a pessoa for tímida e idealiza seu fursona como um ser extrovertido, poderá perder a timidez.

### Convenções

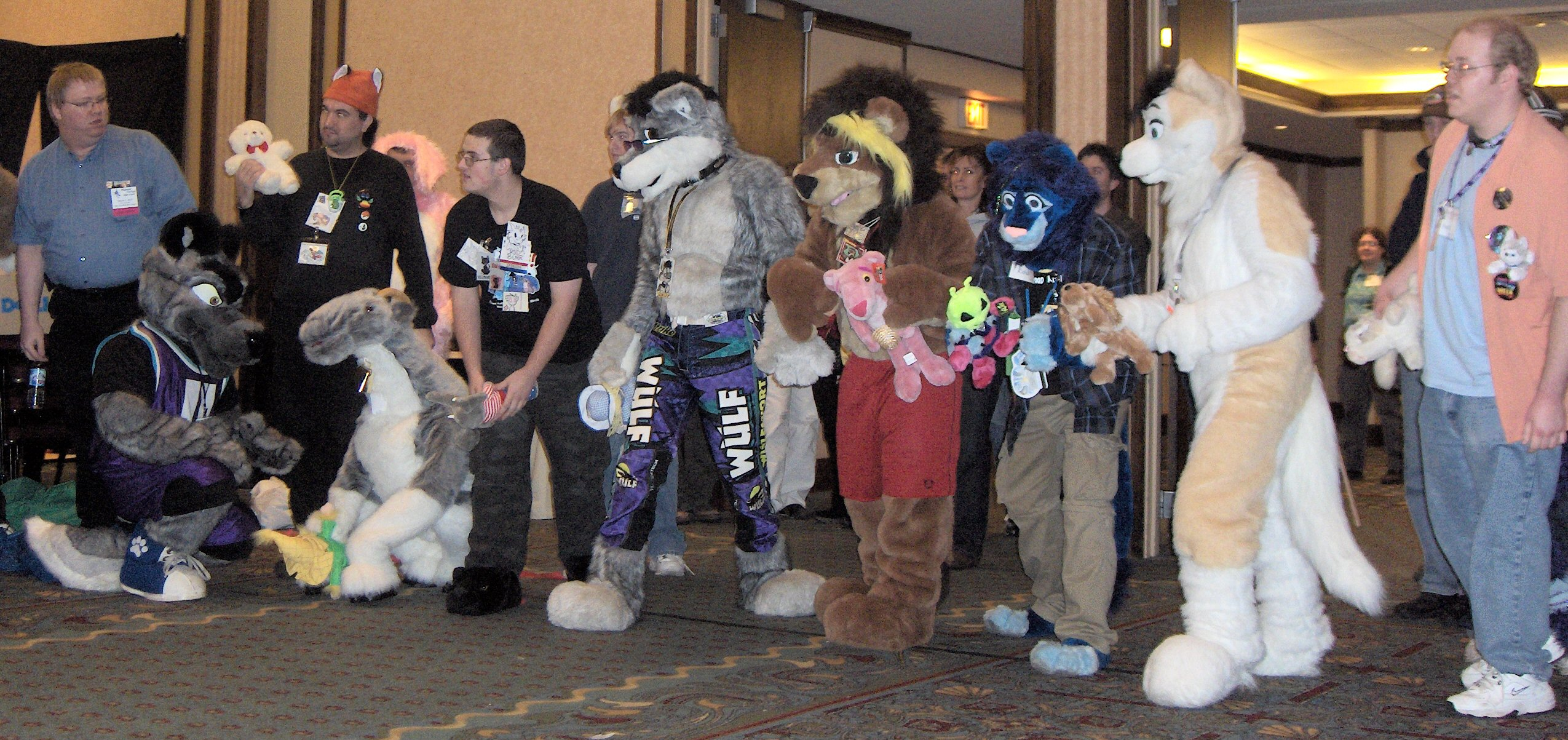
Furries preparando-se para uma corrida no Midwest FurFest de 2006.

Interesse suficiente e a adesão dos participantes permitiram que fossem criadas convenções furry na América do Norte e Europa. Numa convenção furry, os fãs se reúnem para comprar e vender trabalhos de artes, participam de oficinas, vestem trajes do evento e socializam. O maior encontro deste tipo é o Anthrocon, que ocorre anualmente em Pittsburgh, no mês de junho, e cujo recorde foi de 5 861 participantes. Estima-se que gerou cerca de 3 milhões de dólares para a economia da cidade em 2008. Outra convenção, a Further Confusion, é sediada anualmente, no mês de janeiro, em San José, e se aproxima de Anthrocon em termos de escala e presença de público. Estima-se que US$ 470.000 foram levantados nas convenções para serem doados para instituições de caridade de 2000 até 2009.
A primeira convenção conhecida, a ConFurence, já não ocorre mais; a Califur foi criada para substituí-la como convenção sediada no Sul da Califórnia.
No Brasil, o primeiro evento criado foi o Abando, introduzido em 2008. Atualmente o país possui diversos eventos regionais e uma convenção furry de hotel, a Brasil FurFest, realizada anualmente na cidade de Santos.

### Sites e comunidade online
A Internet contém diversos sites a respeito de furry e comunidades online, tais como relacionada à arte (Fur Affinity, Inkbunny, SoFurry, Weasyl), rede sociais (Furry 4 Life, FurNation) e uma wiki colaborativa (WikiFur). Elas, junto com a IRC FurNet e Anthrochat, formam os principais sites da furry fandom. Grupos de notícias como os alt.fan.furry e alt.lifestyle.furry, foram populares por volta da década de 1990 e 2005, sendo então substituídos por fóruns, mailing lists e comunidade de LiveJournal.
Há diversos webcomics criador por e para furries, das quais são referidos como furry comics. Um desses comic, T.H.E. Fox, foi o primeiro publicado no CompuServe em 1986, antecedendo a World Wide Web por vários anos, enquanto outros, como Kevin and Kell e Bill Holbrook, foram premiados pela Web Cartoonists' Choice Awards e Ursa Major Award.

## Aspectos sexuais

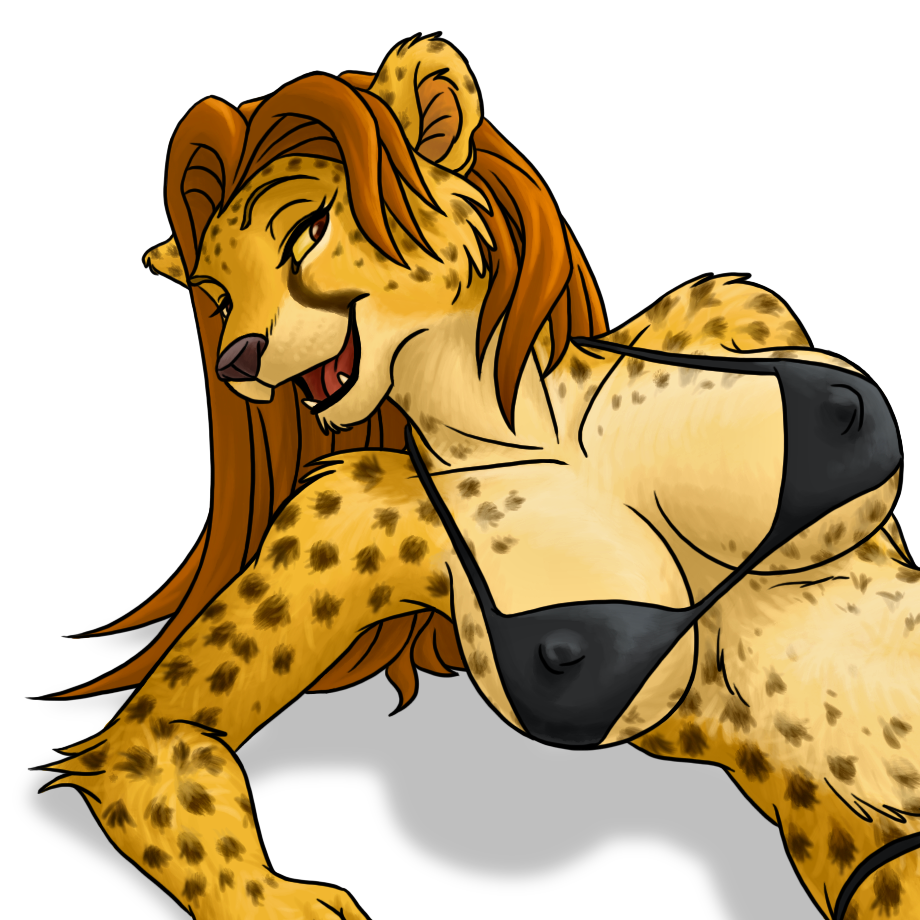
Exemplo de imagem erótica no contexto furry fandom

Exemplos de aspectos sexuais dentro do furry fandom incluem artes eróticas e temas furry em cibersexo. O termo yiff é muito usado para indicar atividade sexuais ou material sexual dentro do fandom.
Sexo e sexualidade são elementos comuns e controversos no furry fandom e vários estudos indicam que o furry fandom é receptivo tanto a heterossexuais quanto a pessoas de outras sexualidades
Alguns furries costumam ter relacionamentos amorosos com outros furries.

## Recepção e cobertura da mídia
Descrições iniciais sobre furries em revistas como as Loaded e Vanity Fair, e também o colunista Savage Love publicaram matérias focadas principalmente nos aspectos sexuais da furry fandom. Representações fictícias do fandom apareceram na televisão em programas de televisão como ER, CSI: Crime Scene Investigation, The Drew Carey Show, Sex2K na MTV, Entourage, 1000 Ways to Die, Tosh.0 e 30 Rock. A maioria dos membros do fandom afirmam que essas representações são equivocadas. Dentre as distorções apresentadas estão: a predominância de homossexuais, trabalharem em áreas da informática ou científica, vestirem fursuits, apresentarem problemas de personalidade e foco sexual no fandom. A cobertura recente da mídia concentra-se principalmente em desmascarar mitos e estereótipos que têm vindo a ser associado com o fandom, como no programa Taboo, da National Geographic Channel, da qual foi apresentado um documentário entrevistando alguns furries no Canadá.
Um repórter que compareceu no Anthrocon 2006 escreveu que "esqueça as imagens selvagens de Vanity Fair, MTV e CSI, as convenções furry não são sobre sexo estranho entre pessoas vestindo fantasias de raposa", e também escreveu sobre os participantes dizendo que "não fazem mais sexo que todos nós", e sobre a convenção furry disse "pessoas falando e desenhando animais e história em quadrinhos com personagens em cadernos de esboço". Em outubro de 2007, um repórter do jornal Hartford Advocate compareceu na FurFright 2007 à paisana devido a restrição para pessoas da mídia, restrição imposta pela organização para evitar desinformação. Após participar da convenção, escreveu "a convenção furry não era uma coisa sexual, mas exatamente o oposto: um mundo inocente com livros infantis de animais, onde uma criança de 3 anos pode andar livremente". Um artigo de 2009 da BBC intitulado de "Quem são os furries?" foi o primeiro texto jornalistico a ganhar o Ursa Major Award, o principal prêmio no campo do antropomorfismo.
O comentarista esportivo Jim Powell, até então empregado na Milwaukee Brewers, registrou opiniões negativas a respeito dos furries quando compartilhou um hotel junto com participantes da Anthrocon 2007 um dia antes da convenção. Várias empresas do centro de Pittsburgh recebem furries durante o evento, com empresários locais criando camisas especiais e desenhando patas com giz de cera na entrada da loja para atrair visitantes. O doutor Samuel Conway, CEO da Anthrocon, disse que "De boa parte, muitas pessoas nos olham com curiosidade, mas são olhares curiosos bem-humorados. Nós estamos aqui para nos divertirmos, as pessoas se divertem com a gente aqui, todos saímos ganhando".
De acordo com a Furry Survey, cerca de metade dos furries veem reações públicas ao fandom como negativas; menos de 1/5 disse que o público os vê de forma negativa mais que outros furries.
A estigmatização do fandom faz com que desconfiem da mídia e pesquisadores sociais, assim como raramente contem para familiares sobre se identificarem como furries, mas apenas para alguns amigos próximos.

### No Brasil
Devido à popularidade do furry fandom, a mídia brasileira produziu algumas matérias a respeito. Dentre as quais:
- Janeiro de 2008: A revista Neo Tokyo escreveu sobre os furries, focando-se nas fursuits, pois eles se assemelham aos cosplays, frequentemente encontrados nas convenções de anime.[62]
- 3 de janeiro de 2010: A Rede Globo exibiu no programa Fantástico uma reportagem sobre o fandom furry, focado em fursuits e o que fazem essas pessoas.[63][64][65]
- 24 de abril de 2010: A equipe de produção do Caldeirão do Huck vestiu-se com fursuits para criar um ambiente mais lúdico no quadro Lata Velha.[66][67]
- 9 de maio de 2010: O jornal Diário de Guarulhos apresentou a história do fandom, entrevistou alguns furries e explicou alguns detalhes, como a organização do grupo e alguns dos termos usados.[68][8]
- 11 de setembro de 2016: Uma foto da fursuit parade da Brasil FurFest estampou a capa da edição de domingo de A Tribuna, jornal de maior circulação no litoral do estado de São Paulo. O site do jornal e o site da TV Tribuna, afiliada da Rede Globo na Baixada Santista, também publicaram matérias acerca do evento e do furry fandom.[69]
- 12 de setembro de 2016: A TV Record Litoral/Vale, afiliada da Rede Record, dedicou uma matéria de três minutos à Brasil FurFest na edição do telejornal Balanço Geral daquele dia.[70]
- 15 de setembro de 2016: O repórter Gus Lanzetta do jornal O Estado de S. Paulo esteve na convenção Brasil FurFest e usou a visita como tema para seu podcast Papo Torto, que é publicado no portal do Estadão.[71]
- 22 de setembro de 2016: Uma extensa matéria escrita pela repórter Joelle-Marie Declercq sobre o furry fandom e a Brasil FurFest foi publicada pelo site noticioso Vice Brasil.[28]
- 8 de maio de 2017: Novamente o Vice Brasil tratou do furry fandom e de alguns de seus adeptos, dessa vez mostrando o Furboliche, evento de boliche onde os furries se encontram semestralmente, realizado em São Bernardo do Campo.[72]
- 20 de setembro de 2019: O portal R7 fez uma extensa matéria sobre o furry fandom e seus adeptos durante a convenção Brasil FurFest 2019.[73]

Apesar de apresentar e explicar sobre o fandom, a mídia expressa interesse maior nas fursuits, porém, esse é uma dentre as demais características do fandom.